# Starý hřbitov lesníků Nidské duny
Starý hřbitov lesníků Nidské duny, litevsky Nidos kopų apželdintojų senosios kapinės nebo zkráceně jen Miškininkų kapinaitės, je bývalý hřbitov v lese v Nidě ve městě/okrese Neringa na Kuršské kose v Klaipėdském kraji v Litvě.

## Další informace
Hřbitov je oplocený, má informační tabuli. Nemá status funkčního hřbitova, ale je to kulturní památka a nachází se zde hroby rodiny Kuwert a jiných lesníků. Známými, zde pohřbenými osobnostmi, jsou Dovydas Gotlybas Kuvertas (David Gottlieb Kuwert) a jeho otec Georgas Dovydas Kuvertas (George David Kuwert), kteří začali v 19. století znovu osazovat odlesněné písečné duny a zahájili tak proces znovuzalesnění a zabránění nebezpečného pohybu písečných dun Kuršské kosy. Jejich dílo dalo Kuršské kose její současný vzhled a proměnilo tak dřívější „Pruskou Saharu“ v prosperující krajinu v souladu s přírodou. Společně s hřbitovem Preilos senosios kapinės v Preile je památkou na původní obyvatele.

## Galerie

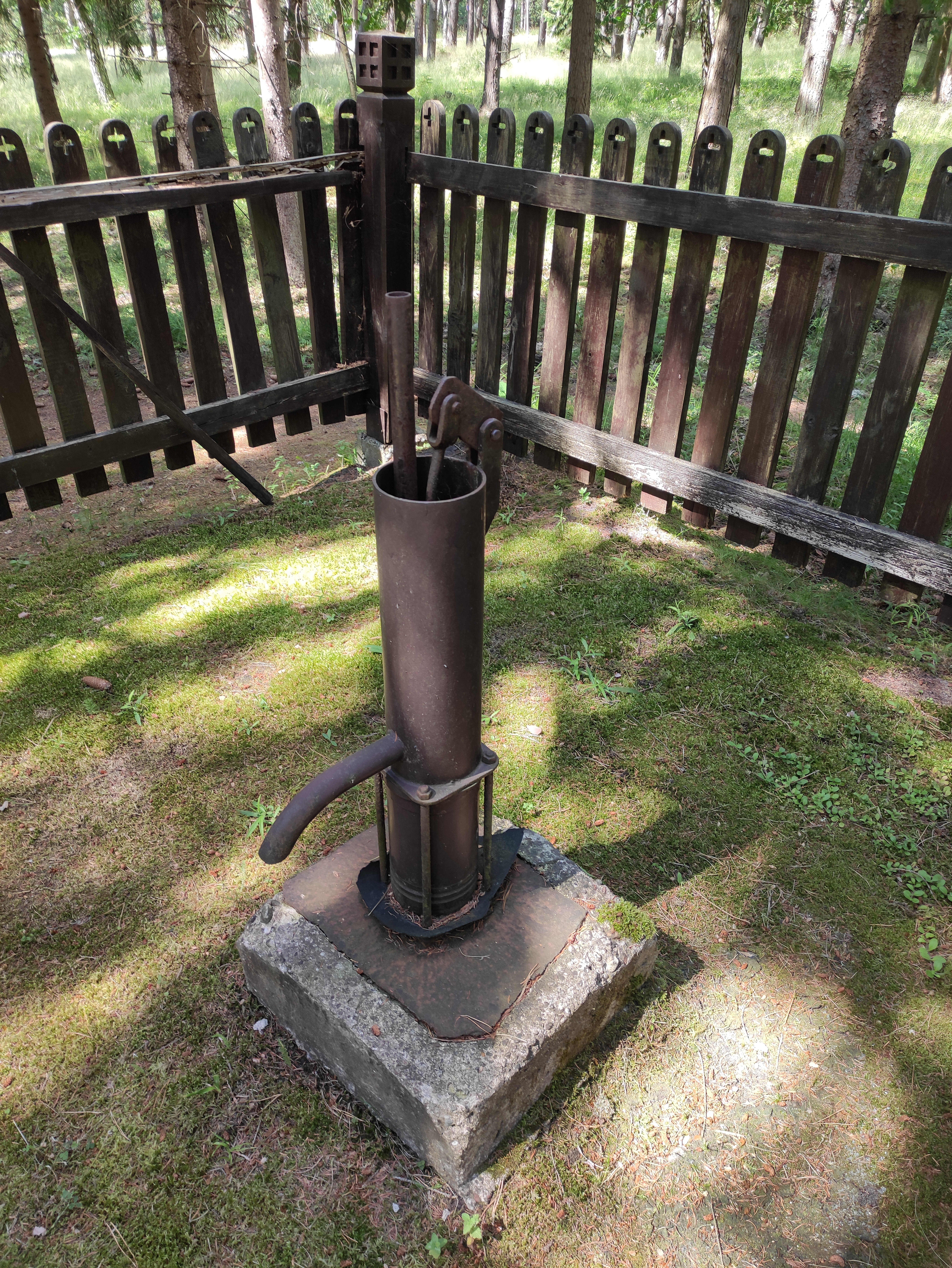
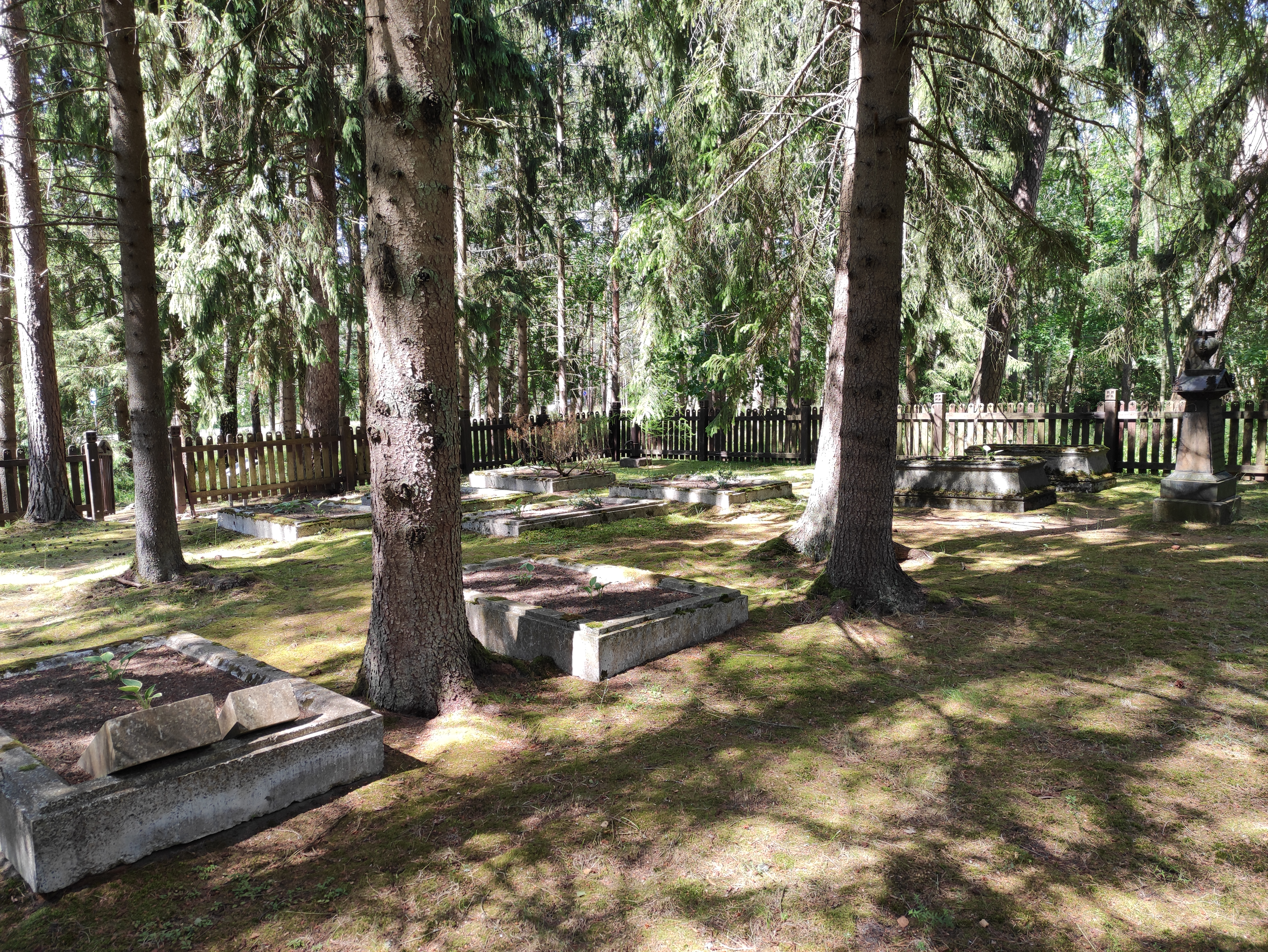
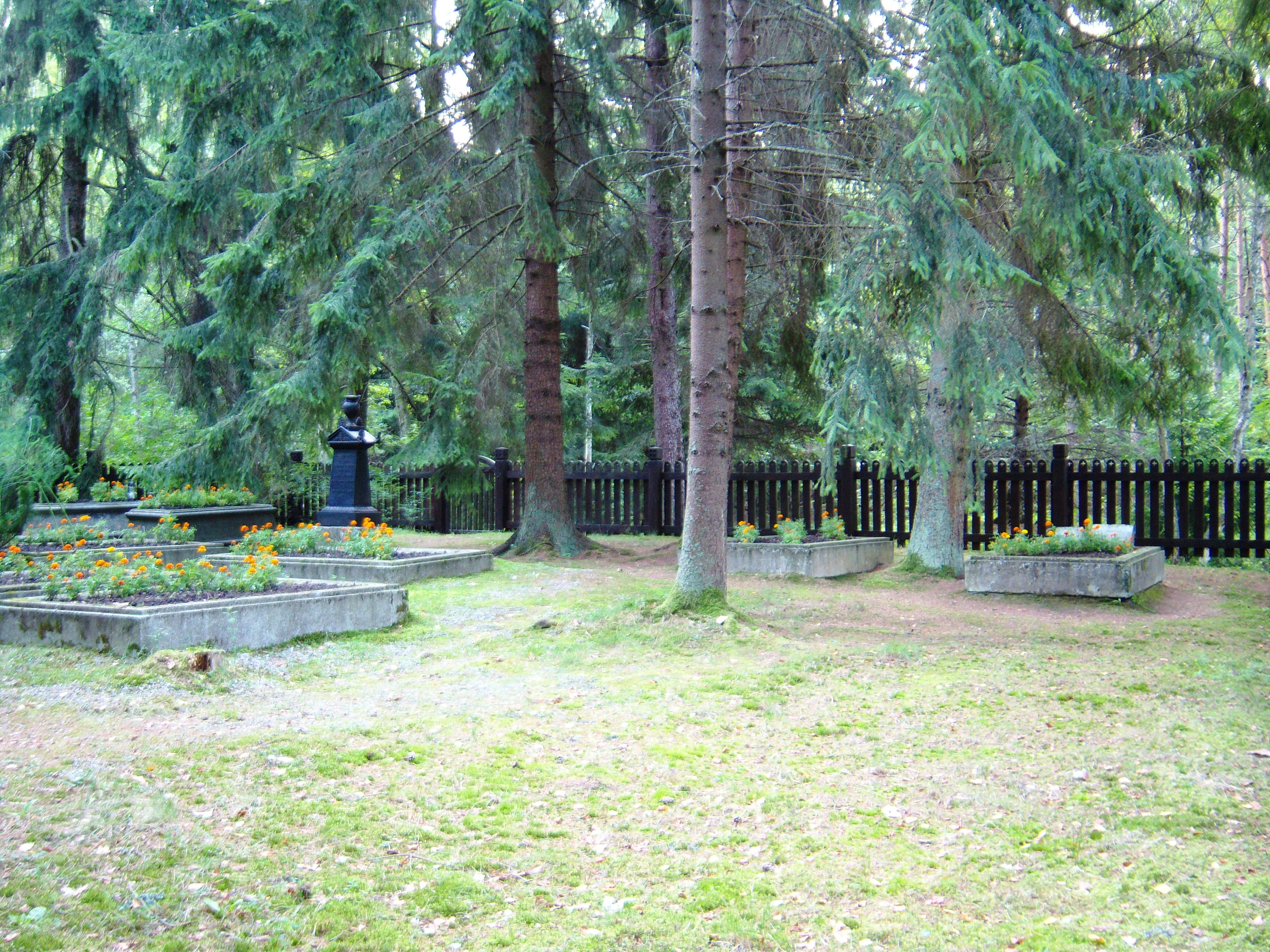